# Зоран Савић (стонотенисер)
Зоран (Момчило) Савић (Нови Сад, 25. август 1988) са пребивалиштем у Бачкој Паланци. Стонотенисер СТК Црвена звезда из Београда. Прошао све репрезентативне категорије од пионира до јуниора. Шампион државе у појединачној конкуренцији у свим узрасним категоријама. Вицешампион у дубл категорији на олимпијским играма за младе у Паризу.
Клубови за које је наступао:
- СТК Бачка Паланка (Синтелон), у којем је и дебитовао у ``Супер лиги“ СР Југославије,
- СТК Војводина Нови Сад, екипни шампион државе у сезони 2008-09.,
- СТК Црвена звезда Београд, актуелни (2010-11.) вицешампион државе.